# ロストフ公国
ロストフ公国（ロストフこうこく、ロシア語: Ростовское княжество）は、ロストフを首都として1207年から1474年にかけて存在した、ウラジーミル大公国の分領公国である。また、ロストフは10世紀後半から1125年までの間、北東ルーシ（ウラジーミル大公国領域）の首都であり、ロストフを含む北東ルーシ地域は、現ロシアの根幹を成す地域となった。

## 歴史

### 前史

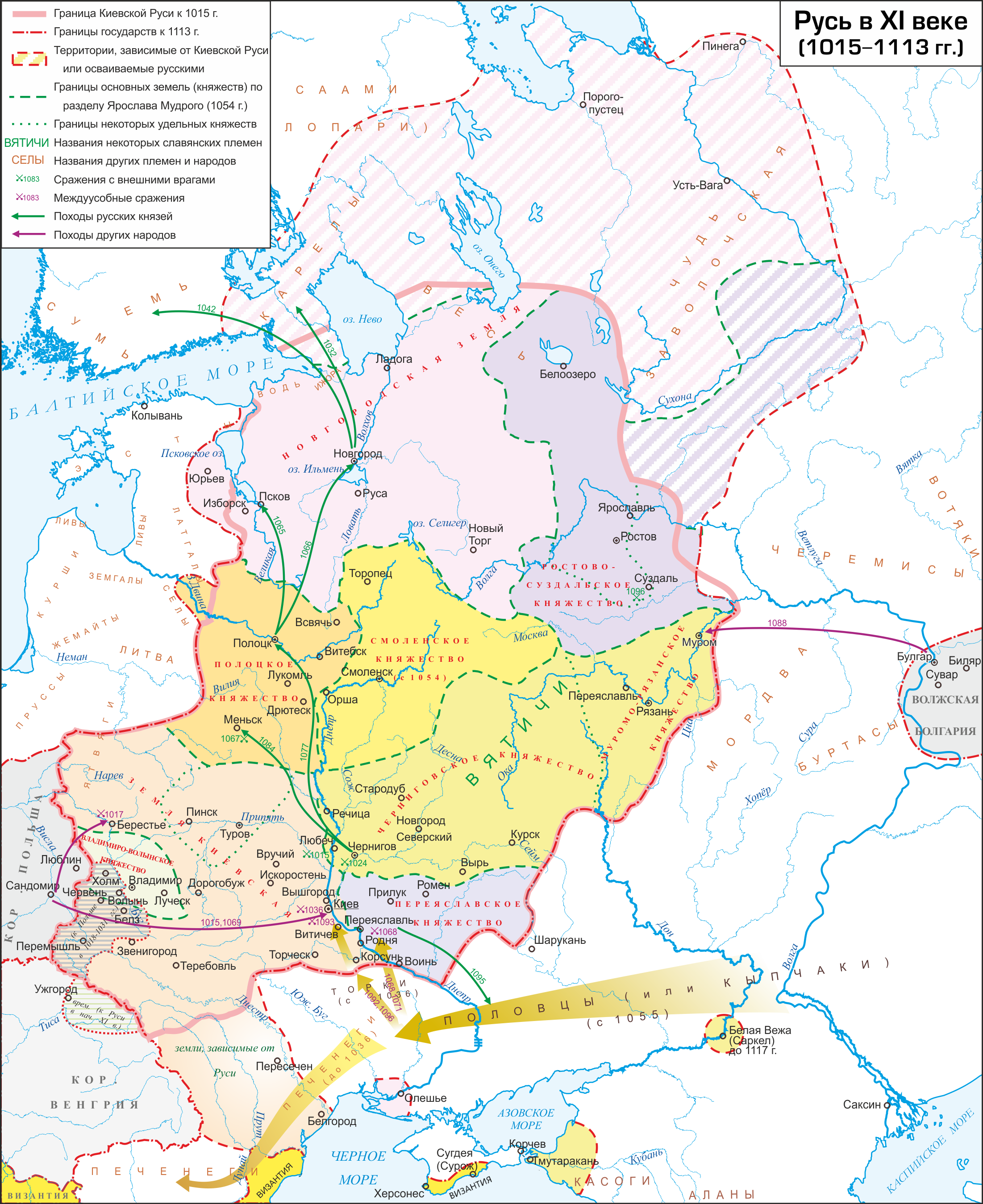
1100年前後のルーシ。地図中右上の濃い紫が北東ルーシ。（ウラジーミルへの遷都前であり、ロストフ・スーズダリ公国と記されている）

ヤロスラフ（978年頃 - 1054年）の統治期には、はじめロストフ圏はノヴゴロド圏(ru)に属していた。次いで、1076年にロストフを含むヴォルガ川流域一帯は全てフセヴォロド（この時キエフ大公フセヴォロド1世）の所領となった。また、キエフ大公位はフセヴォロドの子のウラジーミル・モノマフ（キエフ大公ウラジーミル2世）が継ぐが、モノマフ自身は北東ルーシへ赴任することはなく、息子たちを派遣した。しばらくの間、北東ルーシはモノマフの子のムーロム公イジャスラフと、チェルニゴフ公オレグとの間で係争地となっていた。
1097年、リューベチ諸公会議において所領の分配が話し合われ、ロストフ圏はモノマフの子孫の世襲領となることが定められた。1125年にモノマフの子のユーリー・ドルゴルーキーが首都をスーズダリへ、さらにその子のアンドレイ・ボゴリュブスキーはウラジーミルへと首都を移し、大公（ヴェリーキー・クニャージ）を称した。以降、この政権はウラジーミル大公国と呼ばれている。一方、ロストフの政治的な役割は減少し、ウラジーミル大公国の一都市となった。

### 公国の成立と分裂

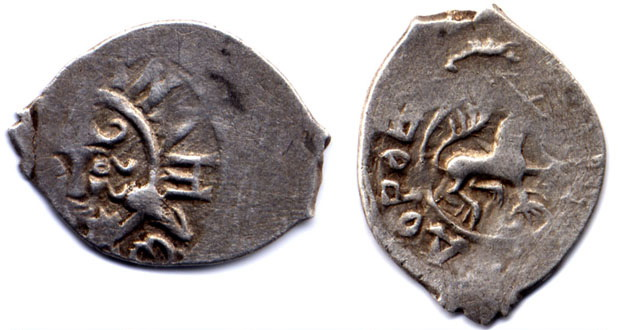
15世紀のロストフ公国の貨幣。両面にそれぞれイヴァン(ru)とアンドレイ(ru)という、2つのロストフ公家の公の名が鋳造されている。

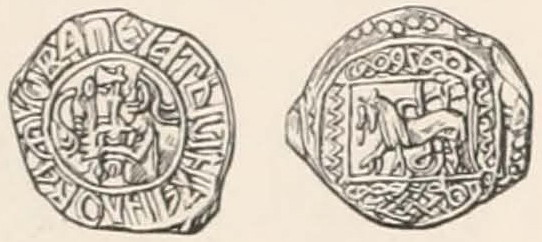
14世紀のロストフ公国の貨幣。文字は片面のみ。

1207年、ロストフはウラジーミル大公フセヴォロドの子のコンスタンチンに与えられ、分領公国としてのロストフ公国が成立した。このコンスタンチンはロストフ公家の始祖となった。また、コンスタンチン期のロストフ公国はベロオゼロ、ウグリチ、ウスチュグ、ヤロスラヴリをも領土に含んでいた。
1212年、ウラジーミル大公フセヴォロドが死ぬと、その遺言によって、コンスタンチンの弟のユーリーにウラジーミル大公位が与えられたが、それは元来の継承法に反するものだった。コンスタンチンとユーリーは長期に渡る内戦を行ったが、1216年のリピツァの戦い(ru)でユーリーの敗北が確定し、コンスタンチンはウラジーミルを得た。しかし1218年にコンスタンチンが死亡すると、再びユーリーが（この時は継承法に反せず正当に）ウラジーミル大公となった。一方ロストフ公国はコンスタンチンの3人の息子に分割相続された。すなわち、ヴァシリコのロストフ公国（ロストフとベロオゼロを含む）と、フセヴォロド(ru)のヤロスラヴリ公国、ウラジーミルのウグリチ公国である。
モンゴルのルーシ侵攻が始まると、1238年に、ロストフ公ヴァシリコのドルジーナ隊は、ウラジーミル大公ユーリーの引きいる諸公連合軍の一員として、シチ川の戦いに向かった。しかし連合軍はブルンダイ(ru)の指揮するモンゴル帝国軍に完敗し、ヴァシリコは捕らえられて殺された。ロストフ公国は破壊・占領された。ヴァシリコ死後のロストフ公国は、その2人の子に分割相続された。ボリス(ru)のロストフ公国と、グレプ(ru)のベロオゼロ公国である。1285年にはウグリチ公国が分離した。さらに、1328年にはロストフの街自体が、ロストフ・ウスレチンスキー公フョードルと、ロストフ・ボリソグレプスキー公コンスタンチン(ru)の2人の公の元に分割された。これらの細分化もまた、分割相続によるものである（この二人の公は兄弟）。また、ロストフの街は公国内での内紛や、ウラジーミル大公国との戦闘によって、1281年、1282年、1289年、1293年、1315年、1319年、1320年に破壊されている。
ロストフの街を分割した二人の公のうち、フョードルは1331年に死亡した。フョードルの子については、後を継いだアンドレイ(ru)以外の子に関しては年代記に記されていない。一方のコンスタンチンは1360年に、スーズダリ公ドミトリー(ru)が、ジョチ・ウルスからウラジーミル大公位を承認されるよう支援したが、これは当時9歳のモスクワ公ドミートリー・ドンスコイを敵にまわす行為であり、ドンスコイとその子孫に、ロストフ公国を従属させようと思わせる要因となった。結果として、コンスタンチンの甥のアンドレイ（前述のフョードルの子のアンドレイ）が、モスクワ公国軍の援助をうけてロストフの街を制圧した。敗北したコンスタンチンは1365年に死亡した。ただしコンスタンチンの子のアレクサンドル(ru)は、アンドレイトとともにロストフ公国の統治を続けた（アンドレイがロストフ・ウスレチンスキー公、アレクサンドルがロストフ・ボリソグレプスキー公）。この二つの公家が共同統治を行っていた時期に鋳造された貨幣の中には、双方の面に、二つの公家の公の名が刻まれているものがある。

### ジョチ・ウルスとの関係
年代としては上記の内容と前後するが、本小節はジョチ・ウルスとの関係について述べる。
1262年、ジョチ・ウルスの支配に対する最大規模の蜂起がロストフで発生すると、タタール人はロストフ公国領のウスチュグで虐殺を行った。また、ロストフ同様、北東ルーシの諸都市で蜂起が起きたが、これらはジョチ・ウルスの行った、徴税のための人口調査に関係があると考えられている。北東ルーシへのジョチ・ウルスからの懲罰軍の派遣は、ウラジーミル大公アレクサンドル・ネフスキーの交渉によって免れた。1283年、ロストフの人々は、再び都市からジョチ・ウルスの人々を追い出した。
一方、A.ナソノフの説では、ロストフ公国は他のルーシの公国に比して、ジョチ・ウルスともっとも密接な関係にあった公国であったという。ロストフの街には常に大人数のタタール人が住んでおり、コンスタンチン・ヴァシリエヴィチというロストフ公はジョチ・ウルス出身の女性を妻としていたという。また、13世紀の後半、ジョチ・ウルスのハン・ベルケの甥はロストフでキリスト教を受け入れ、ペトロフスキー修道院を建設した。1322年にはウラジーミル大公イヴァン・カリターがジョチ・ウルス軍と共に、ロストフを焼き討ちしようとしたが、ロストフに住む多数のタタール人が、破壊から街を救い、貢物の要求のみに留まらせている。

### モスクワ大公国への併合

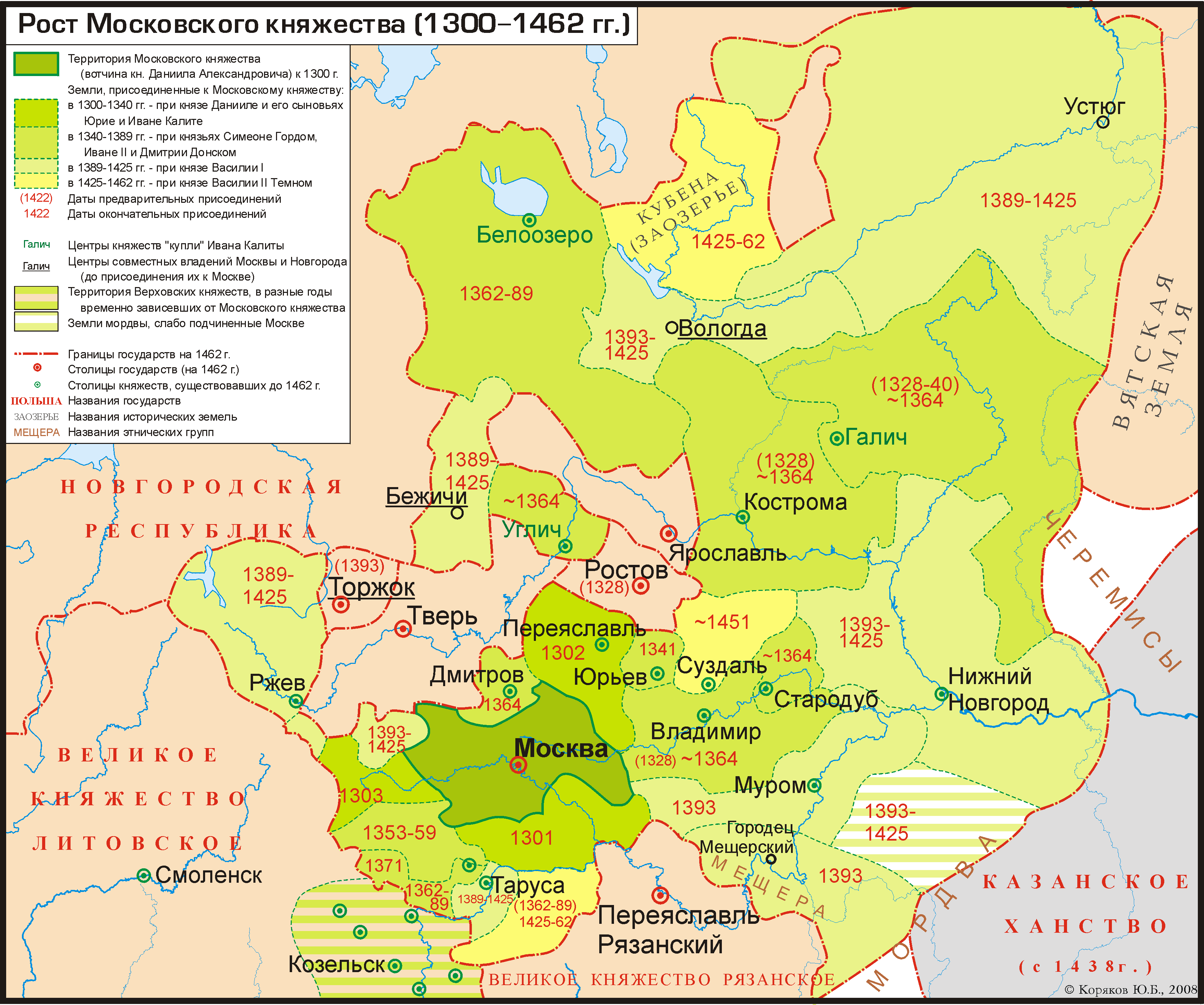
モスクワ大公国の拡張

最終的には、ロストフ公国はモスクワ大公国に併合されるが、その詳細は不明である。1397年から1398年の年代記には、この年すでにロストフ公はモスクワ大公国のナメストニクとしてウスチュグを管理していたことが言及されているが、ロストフがモスクワに帰するまでの過程は説明されていない。いずれにせよ、1433年には、ロストフはモスクワ大公国のナメストニク、ピョートル・コンスタンチノヴィチが着任している。ロストフ公の政治的権限は限られており、おそらく、いくらかの交易権、関税権を有するのみだったと思われる。
1474年、モスクワ大公イヴァン3世は、ウラジーミル(ru)、イヴァンの(ru)の2人のロストフ・ボリソグレプスキー公から領土の半分を買い上げ、母マリヤ(ru)の分領地とした。ウラジーミルの子たちはモスクワ大公国のボヤーレ（貴族）となった。

## 文化
成立当初（1200年代初頭）のロストフでは教会の建設や、『ラヴレンチー年代記』の下地となる『ロストフ小年代記』が編纂された。
D.リハチョフ(ru)の説では、1260年代のロストフでは、「公妃マリヤの穹窿」が建設されたという（マリヤはシチ川の戦いで戦死したロストフ公ヴァシリコの妻）。これは公妃マリヤの子のグレプ(ru)の側近の手によるものと考えられている。